# Ion Popescu-Zeletin
Ion Popescu-Zeletin (n. 30 ianuarie 1907, Buda, județul Bacău – d. 20 mai 1974, București) a fost un inginer silvic român, specializat în biometrie forestieră și amenajarea pădurilor. A condus programe de cercetare fundamentale pentru campania de amenajare integrală a pădurilor și a pus bazele științifice pentru determinarea taxonomiei fondului forestier din România. A contribuit la cercetările de ecologie forestieră, la ocrotirea și conservarea arboretelor din Munții Carpați. A fost membru corespondent al Academiei Române.

## Biografie
Școala elementară a urmat-o în satul natal, după care fost elev al Liceului „Gh. Roșca Codreanu” din Bârlad iar apoi, după ce a absolvit Facultatea de drept din Iași (1925 – 1929), Ion Popescu a absolvit și Facultatea de silvicultură din București (1926 – 1931).
După terminarea studiilor a fost încadrat ca inginer ajutor la Ocolul Silvic Gruiu (1931) în Serviciul Silvic. A fost remarcat pentru calitatea lucrărilor pe care le-a executat la Snagov, Căiuț și Codrii Cosminului, motiv pentru care a fost transferat la Serviciul de Studii și Cercetări al Casei Autonome a Pădurilor. Datorită rezultatelor sale excepționale, profesorul Marin Drăcea l-a recomandat pentru o bursă, în Germania, la Universitatea din Gießen, bursă cu care și-a continuat pregătirea profesionala și și-a susținut teza de doctorat în 1936, devenind doctor inginer silvic, specialist în biometrie forestieră și amenajarea pădurilor, după care a desfășurat o intensă activitate dedicată perfecționării și conducerii tehnico-științifice a lucrărilor de amenajare a pădurilor la nivel național.
În anul 1944 și-a început cariera didactică. A urcat apoi treptele ierarhiei universitare, ajungând profesor la Facultățile de silvicultură din București (în 1946 la catedra de Cadastru, hotărnicie, topografie forestieră și corecția torenților) și Brașov.
Aflat în aceste poziții, a adus contribuții în patru mari domenii – dendrometrie, auxologie forestieră, amenajarea pădurilor și ecologie forestieră – și a elaborat numeroase lucrări, a căror valoare științifică a fost și este recunoscută peste hotare.
În 1955 a fost ales membru corespondent al Academiei Române, dar cariera sa științifică și didactică a fost întreruptă în anul 1959, când, împreună cu alți trei membri ai Academiei – Constantin Georgescu, Constantin D. Chiriță și Grigore Eliescu – a fost deținut politic fără să i se fi intentat un proces. Totul a pornit de la un raport al M.A.I. din 30.12.1958, prin care Alexandru Drăghici îl informa pe Gheorghe Gheorghiu-Dej că, în urma unor anonime, se descoperiseră elemente dușmănoase, legionare, în cadrul Departamentului Silviculturii și Institutului de cercetări forestiere. Astfel, organele de cercetare l-au luat în lucru pe Ion Popescu-Zeletin, identificat că ar fi fost legionar, director științific al Institutului de Cercetări Forestiere, laureat al Premiului de Stat, Constantin Georgescu, profesor în științe silvice, fost P.N.Ț.-ist, exclus din P.M.R., care deținea funcția de director al secției de protecția pădurilor, profesorul Eliescu Grigore, fost legionar, care deținea funcția de șef al laboratorului de combatere a insectelor, inginerul Mircea Ștefănescu, șeful Biroului protecția pădurilor din Departamentul Silviculturii, membru al Frățiilor de Cruce. Din materialele informative, de anchetă și din documentele oficiale conducerea ministerului a ajuns la concluzia că aceștia duseseră activitate antistatală prin tergiversarea măsurilor de combaterea dăunătorului „Lymantria Monacha” care atacase suprafețe păduroase din cele mai însemnate bazine de rășinoase din țara noastră.
Cauza reală a arestării fost împotrivirea lor intransigentă la intenția autorităților comuniste de creștere a suprafeței arabile în principal prin sacrificarea pădurilor. După 14 luni de detenție, sub presiuni externe, toți patru au fost eliberați în 1960.
După ce a fost eliberat din detenție, Ion Popescu-Zeletin a traversat o perioadă dificilă până în 1968, când a fost chemat la conducerea Institutului de Cercetări Forestiere și, doi ani mai târziu, a contribuit la înființarea Academiei de Științe Agricole și Silvice, în care a fost ales membru titular, președinte al Secției de silvicultură (1970) și conducător de doctorate. Este considerat fondatorul școlii naționale de biometrie forestieră și amenajament.
Doctorul inginer Aurel Ungur, fost ministru adjunct al pădurilor în anii '50, povestea într-un interviu:
Savantul Ion Popescu-Zeletin urma să fie numit director științific la Institutul de Cercetări Silvice. Am primit la cabinet o turnătorie cum că Zeletin fusese legionar și defilase în cămașă verde. M-am dus să-i arăt ministrului "corespondența" și el a rupt "reclamația". Mi-a spus că știa despre asta, îi spusese chiar Zeletin.
Cea mai importantă contribuție a sa a fost „Sistemul românesc de zonare și cartare a pădurilor”, pe care l-a elaborat în cadrul Institutului de Cercetări forestiere și care a fost apoi legiferat prin Hotărârea Consiliului de Miniștri (H.C.M) nr. 114/1954, bazată pe “Criteriile de clasificare funcțională a pădurilor” elaborate de prof.dr. Ion Popescu-Zeletin în anul 1953.

## Familia
Are un fiu, Radu Popescu-Zeletin, (n. 4 februarie 1947, București), informatician german de origine română, profesor la Technische Universität Berlin, membru de onoare al Academiei Române.

## Lucrări
- Cartea Pădurilor, 1938 (în colaborare)
- Curs de dendrometrie, 1953
- Zonarea funcțională a pădurilor, 1953
- Tabele dedrometrice, 1320 pagini, Editura Agro Silvică de Stat, 1957
- Biometria forestieră, 1965 (în colaborare)
- Cercetări ecologice în podișul Babadag, 1971
- Opere alese - Dendometrie, auxologie forestieră, amenajarea pădurilor și ecologie forestieră, 435 pagini, Editura Academiei Române, București, 2008, ISBN 973-27-1636-6

## Distincții
Pentru merite deosebite în muncă și rodnică activitate, cu prilejul împlinirii a 15 ani de la înființarea Academiei Republicii Populare Romîne, Consiliul de Stat al Republicii Populare Romîne i-a acordat în 1963 lui Ion Popescu-Zeletin Ordinul Muncii clasa a III-a.

## Recorduri
Ion Popescu Zeletin a identificat în 1945, în pădurea Harțagul din Munții Penteleu, județul Buzău, cel mai înalt molid din România. Arborele, care avea 62 m înălțime și diametrul de 2,4 m și un volum al fusului, cu coajă, de circa 84 m³, a ars în 1946.

## In memoriam
- Academia Oamenilor de Știință din România a inițiat „Premiul Ion Popescu-Zeletin” pentru lucrări publicate din domeniul științelor agricole.[13][14]
- Academia de Științe Agricole și Silvice a inițiat „Premiul Ion Popescu-Zeletin” pentru lucrări publicate din domeniul științelor silvice.[15]

### În periodice
- Giurgiu, V., 1997: Contemporaneitatea operei lui Ion Popescu-Zeletin, în Revista pădurilor, 2, pp. 34–40.
- Ungur, A., 2007: Contribuții ale prof.dr. Ion Popescu-Zeletin la dezvoltarea silviculturii românești, în Pădurea și viața, 3, pp. 50–51.